# Juan Bautista en la fuente
Juan Bautista en una fuente se encuentra en una colección privada de Malta, y casi no se tiene acceso a él. Esta ha sido la principal causa de su nulo estudio, siendo la menos conocida obra de Caravaggio, y por consiguiente, también el Juan Bautista desconocido. Gash es uno de los pocos estudiosos que han tenido acceso a él, y señala sus similitudes con Cupido durmiendo, especialmente en la tonalidad de la piel. Forma parte de la etapa de Caravaggio en Malta, como pintor oficial de la Orden de Malta. Se ha dañado con el paso del tiempo, especialmente en el paisaje.
La temática del Bautista bebiendo de una fuente refuerza la idea de que Juan sólo bebió agua en su época de preparación. Esta obra refleja también el claroscuro típico en Caravaggio. Según Gash «La luz y la oscuridad convergen majestuosamente en el Bautista, lo que crea un cuadro bellísimo y apegado a la tradición católica».
Fue pintado en los 15 meses que Caravaggio permaneció en Malta (1607-1608). Forma parte de un conjunto dedicado a la Orden de Malta, entre los que destaca Retrato del gran maestre de la Orden de Malta Alof de Wignacourt y La degollación de San Juan Bautista, única obra firmada por Caravaggio.
Al poco tiempo de terminar este cuadro, Caravaggio fue expulsado de la Orden de Malta por motivos aún no aclarados. Baglione afirma que se trató de un desacuerdo con los miembros, y Caravaggio con su temperamento fuerte, respondió de mala manera. Bellori, quien visitó Malta para describir el Juan Bautista, cincuenta años después, menciona que se trató de un delito de índole sexual por lo que el pintor debió huir y refugiarse en Italia. Robb recoge esta teoría en M (1998), pero la define como únicamente especulativa.